# Roustika
Roustika è un villaggio situato in Grecia, sull'isola di Creta, nell'unità periferica di Retimo, e ha una popolazione è di 261 abitanti. Dal 1999 al 2010, secondo la precedente divisione amministrativa greca, era il capoluogo dell'omonimo comune, nel distretto di Fokas Nikiforos. È un villaggio ridente, situato in una posizione panoramica e circondato dal verde.

## Geografia, origini dei nomi, la storia
Il villaggio si trova ad un'altitudine di 290 m s.l.m, ai piedi della collina Ambelos. Il villaggio esisteva ancor prima della conquista di Creta da parte dei veneziani. A quei tempi veniva chiamato Roustak, parola araba che ha il significato di "villaggio", così i veneziani, con il tempo, adattarono il nome del paese alla loro lingua e nacque il toponimo Roustika. Altri ipotizzano che il nome derivi dal latino "rustico", "rurale". Nei dintorni del villaggio vi sono diversi edifici di pregio, tra cui spiccano la roccaforte della famiglia Barozzi e la chiesa parrocchiale dedicata all'Assunzione di Maria.
A sud ovest del villaggio, situato su di una piccola collina rocciosa all'interno di un paesaggio verdeggiante, si trova il monastero del profeta Elias Thesvitou, costruito durante il periodo della conquista veneziana. Nella Biblioteca Nazionale di Parigi si possono osservare libri antichi appartenuti al monastero. Oltre al monastero, troviamo una chiesa bizantina, in onore del profeta Elia. Agia Zoni e Agia Triada, sono due basiliche a tre navate con una cupola, una torre con due campane e un'iscrizione del 1637. Il monastero divenne il centro dei ribelli contro i turchi, che la distrussero nel 1823.
A Roustika si trova anche una chiesa a due navate, dedicata alla Vergine Maria e al Cristo Salvatore. Venne costruita nel 1381, ed è ricca di affreschi. Il percorso della Vergine Maria viene segnalato da dipinti vivaci, dalla punizione dei dannati, i Santi a cavallo, il tradimento, la preparazione della Croce, la Crocifissione, la Deposizione, ecc. Caratteristici sono i dettagli architettonici di porte e architravi. Nel 1627 venne eretto un campanile.
Nel villaggio è presente il Centro culturale "Manolis Anagnostakis Anestis". È ospitato nella stessa casa di famiglia degli Anagnostakis, ed è stato offerto alla comunità di Roustika dal poeta. Qui sono raccolte e sono in mostra le collezioni sulla sua vita e del suo lavoro. A Roustika sono presenti anche due musei privati: il museo ecclesiastico e il Museo dei costumi tradizionali greci.

## La vita ecclesiastica
La Sagra è la celebrazione del Profeta Elia (20 luglio).